# HMH-361
361ème Escadron d'hélicoptères lourds (USMC)
Le Marine Heavy Helicopter Squadron 361 (ou HMH-361) est un escadron d'hélicoptère de transport  du Corps des Marines des États-Unis composé d'hélicoptères CH-53E Super Stallion. L'escadron, connu sous le nom de "Flying Tigrs" est basé à la Marine Corps Air Station Miramar, en Californie. Il est sous le commandement du Marine Aircraft Group 16 (MAG-16) et de la 3rd Marine Aircraft Wing (3rd MAW). Le code de queue de l'escadron est "YN".

## Mission
Assurer le transport de soutien d'assaut des troupes de combat, des fournitures et de l'équipement lors d'opérations expéditionnaires, interarmées ou combinées à l'appui des opérations de la Force tactique terrestre et aérienne des Marines.

## Historique
Le Marine Transport Squadron 361 (HMR-361) a été initialement mis en service le 25 février 1952 dans ce qui était alors la Marine Corps Air Station Santa Ana (en), en Californie. La mission initiale de l'escadron était de s'entraîner et d'améliorer les tactiques amphibies navire-terre et de former des pilotes de remplacement pour le service dans la guerre de Corée. Le 31 décembre 1956, l'escadron a été renommé HMR(L)-361 et pilotant l'hélicoptère HRS-3. 

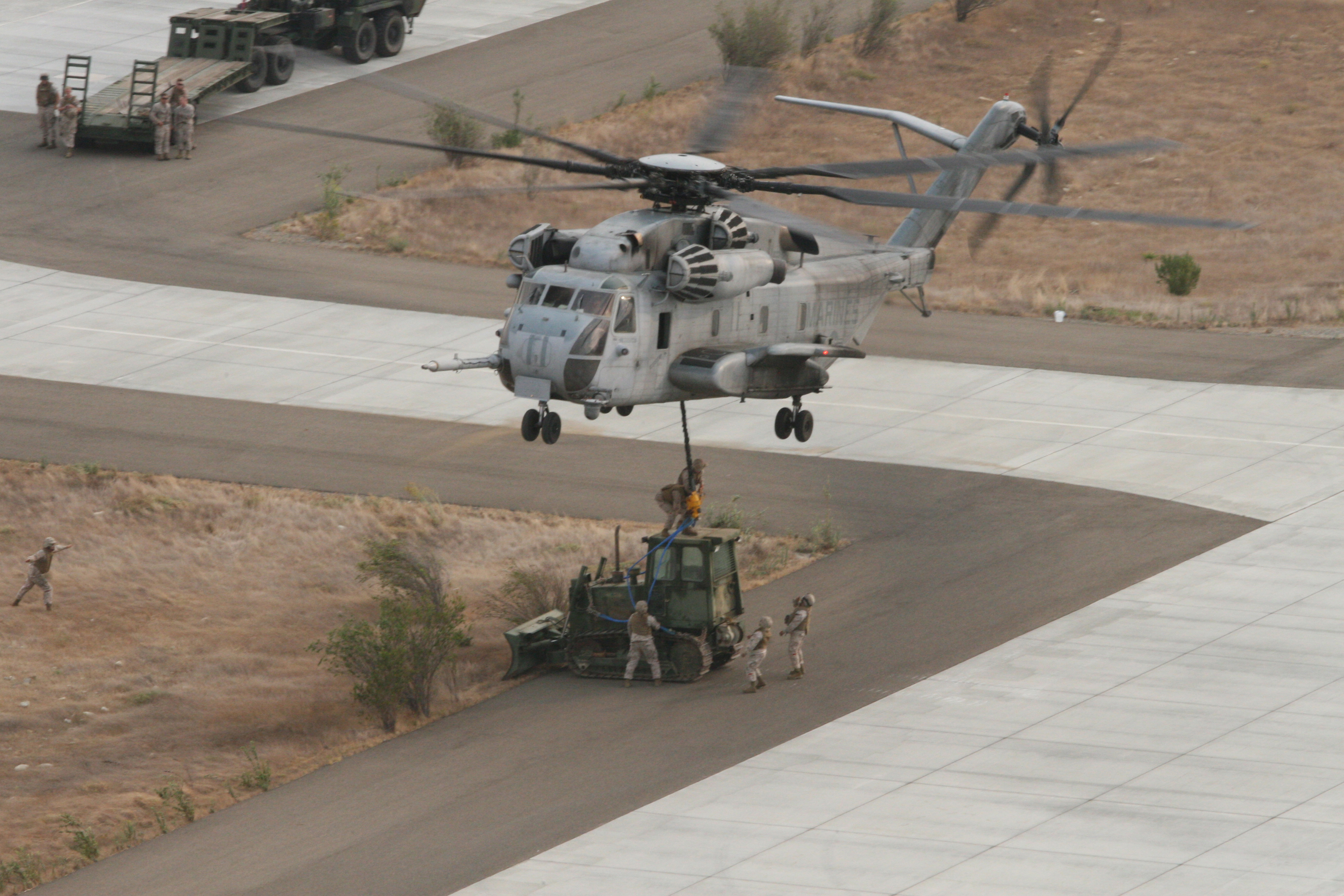
Super Stallion du HMH-361 en 2009

En septembre 1958, l'escadron a commencé à piloter l'hélicoptère Sikorsky H-34 et en 1960. Le 1er février 1962, l'escadron a été renommé HMM-361 selon une nouvelle désignation à l'échelle du Corps des Marines pour tous les escadrons H-34. Le HMM-361 s'est déployé pour la crise des missiles de Cuba en octobre 1962, à l'appui du 5e Corps expéditionnaire de marines à bord de l'USS Iwo Jima.
Le 3 juin 1968 l'escadron a pris le nom de Marine Heavy Helicopter Squadron 361 (HMH-361) et a été équipé du CH-53D Sea Stallion, puis du CH-53E Super Stallion en 1990.

### Service

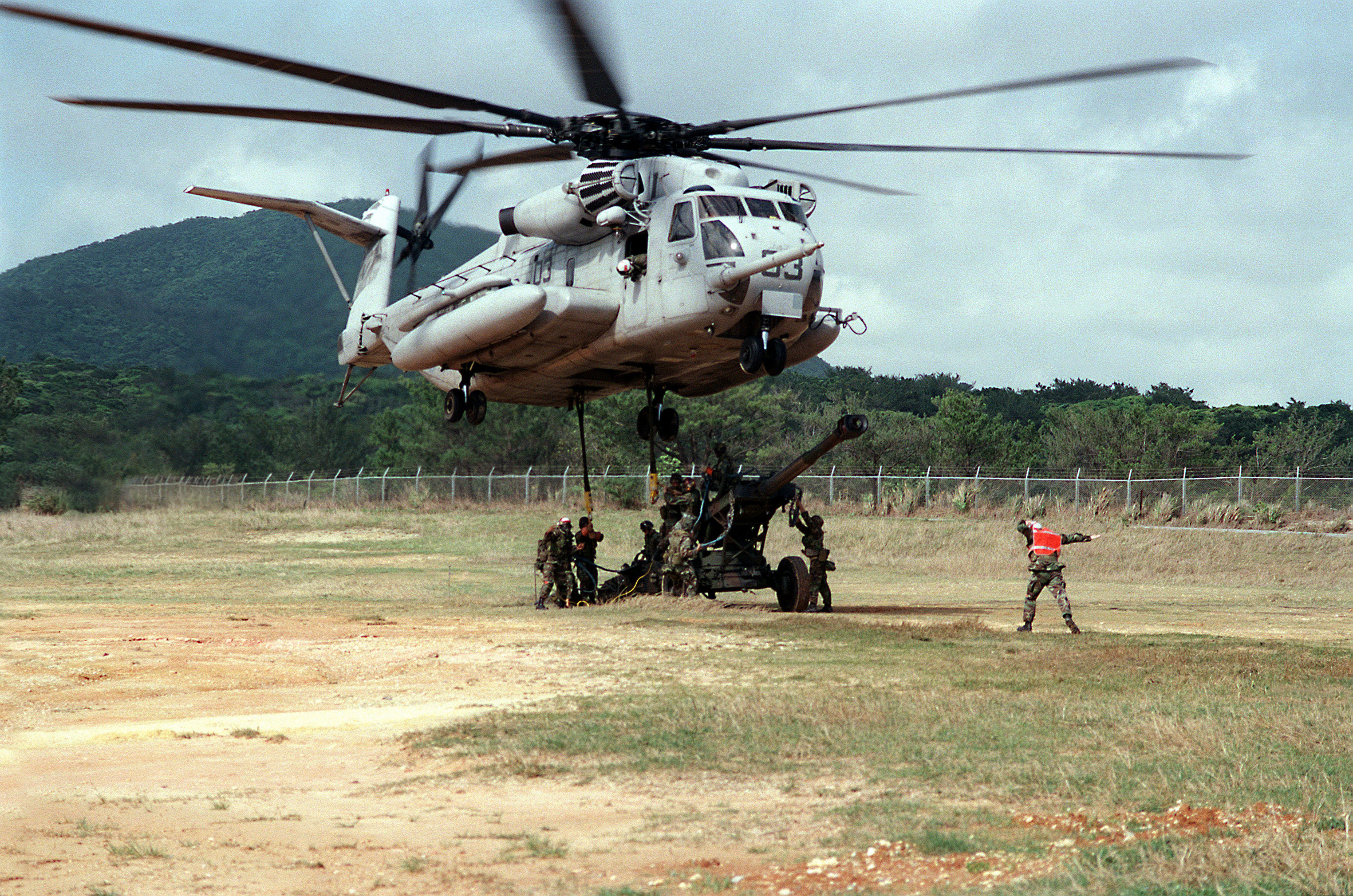
Super Stallion du HMH-361 en 1995

Le HMM-361 a participé, durant la Guerre du Vietnam, à :
- 1962-64 - Operation Shufly (en)
- 1965 - Opération Starlite
- 1965 - Operation Harvest Moon (en)
- 1965 - Operation Harvest Moon (en)
- 1966 - Operation Colorado (en)
- 1967 - Operation Union II (en)

Le HMH-361 a participé à :  
- 1991 - Opération Tempête du désert (Guerre du Golfe)
- 1994 - Operation United Shield (en) (Somalie)
- 2010 - Opération Enduring Freedom (Guerre d'Afghanistan)
- 2010 - Operation Unified Response (Haïti)